# Rolf Steensig
Rolf Steensig (født 1974) er en dansk/irsk digter, forfatter og redaktør uddannet på Forfatterskolen 2005.   
Rolf arbejder i spændingsfeltet mellem det sanselige og det metafysiske, hvor sproget konstant udfordres og forvandles. Med værker som Kloakdigte, Drenge uden billeder og Spejle & Røg har Steensig markeret sig som en forfatter, der undersøger poesien som en energi snarere end en fast form. Hans digte drives af en dynamik, der balancerer mellem det spontane og det præcist komponerede, og han udforsker, hvordan sproget kan fungere som både følelse og fænomen.  
Udgivelser
• Kloakdigte (2002)
• Drenge uden billeder (2002, Bændelormen)
• Spejle og røg (2006, Nord) – med Henrik Drescher
• Afstandspoesi (2020, em) – med Vagn Remme, illustreret af Henrik Drescher
• Lotus i drømme (2025, em)
Redaktionelt arbejde
• Medstifter af tidsskriftet og forlaget Bændelormen (2001-2003)
• Medredaktør på Graf (2008-2012)
• Medredaktør på tidsskriftet Udkant (2016-)
• Medredaktør på forlaget em (2018-)
Undervisning & mentorarbejde
• Avisdigter, Dagbladet Information (2002-2006)
• Dansk litteratur og skrivekurser, Syddansk Universitet & gymnasier (2005-2007)
• Skriveworkshop, Svendborg Litteraturfestival (2010)
• Underviser i dansk litteratur, Oure Efterskole (2010)
• Manuskriptmentor, Dansk Forfatterforening (2011-)
Kunstneriske & litterære bidrag
• Oversættelser af Ezra Pound i Hvedekorn (2004)
• Digte i Hvedekorn, Øverste Kirurgiske og andre tidsskrifter
• No Place to Hide, Skive Kunstmuseum (2009)
• 101 danske digtere, Den Sorte Diamant (2014)
• En telefon af bange anelser, Vallensbæk Station (2015)
Legater & hædersbevisninger
• Arbejdslegat fra Kunststyrelsen (2008, 2019)
• Ugens forfatter, Københavns Biblioteker (2007)